# Mjehurica
Mjehurica (pogančeva trava; lat. Physalis nom. cons.), rod jednogodišnjeg raslinja i trajnica iz porodice pomoćnica, raširen po Sjevernoj i Južnoj Americi. Poznatija vrsta je peruanska mjehurica ili peruanska jagoda (P. peruviana), jagodičasta mjehurica (Physalis pruinosa), rajček (P. philadelphica) i njegova podvrsta rajčica mjehurica, P. philadelphica subsp. ixocarpa. Priznato je blizu 90 vrsta.
U Hrvatskoj samoniklo raste ljoskavac ili šumska mjehurica koja se nekada uključivala u ovaj rod, a sinonim joj je Physalis alkekengi (Alkekengi officinarum)
Ime je došlo po opni koja okružuje plod. Neke vrste su otrovne, a neke imaju jestivo ukusno voće.

## Vrste
1. Physalis acutifolia (Miers) Sandwith
2. Physalis aggregata Waterf.
3. Physalis ampla Waterf.
4. Physalis angulata L.
5. Physalis angustifolia Nutt.
6. Physalis angustior Waterf.
7. Physalis angustiphysa Waterf.
8. Physalis arborescens L.
9. Physalis arenicola Kearney
10. Physalis breviloba O. Vargas, M. Martínez & Dávila
11. Physalis campanula Standl. & Steyerm.
12. Physalis campechiana L.
13. Physalis carnosa Standl. & Steyerm.
14. Physalis caudella Standl.
15. Physalis cinerascens (Dunal) Hitchc.
16. Physalis cordata Mill.
17. Physalis coztomatl Moc. & Sessé ex Dunal
18. Physalis crassifolia Benth.
19. Physalis eggersii O. E. Schulz
20. Physalis fendleri A. Gray
21. Physalis filipendula Brandegee
22. Physalis glabra Benth.
23. Physalis glutinosa Schltdl.
24. Physalis gracilis Miers
25. Physalis greenmanii Waterf.
26. Physalis grisea (Waterf.) M. Martínez
27. Physalis hastatula Waterf.
28. Physalis hederifolia A. Gray
29. Physalis heterophylla Nees
30. Physalis hintonii Waterf.
31. Physalis hirsuta M. Martens & Galeotti
32. Physalis hunzikeriana M. Martínez
33. Physalis ignota Britton
34. Physalis ingrata Standl.
35. Physalis jaliscensis Waterf.
36. Physalis lagascae Roem. & Schult.
37. Physalis lanceolata Michx.
38. Physalis lassa Standl. & Steyerm.
39. Physalis latecorollata Waterf.
40. Physalis leptophylla B. L. Rob. & Greenm.
41. Physalis lignescens Waterf.
42. Physalis longicaulis Waterf.
43. Physalis longifolia Nutt.
44. Physalis longiloba O. Vargas, M. Martínez & Dávila
45. Physalis longipedicellata Waterf.
46. Physalis macrosperma Pyne, E. L. Bridges & Orzell
47. Physalis macvaughii Waterf.
48. Physalis melanocystis (B. L. Rob.) Bitter
49. Physalis microcarpa Urb. & Ekman
50. Physalis minimaculata Waterf.
51. Physalis minuta Griggs
52. Physalis missouriensis Mack. & Bush
53. Physalis mollis Nutt.
54. Physalis muelleri Waterf.
55. Physalis neomexicana Rydb.
56. Physalis nicandroides Schltdl.
57. Physalis orizabae Dunal
58. Physalis parvianthera Waterf.
59. Physalis patula Mill.
60. Physalis pennellii Waterf.
61. Physalis peruviana L.
62. Physalis philadelphica Lam.
63. Physalis philippensis Fernald
64. Physalis porrecta Waterf.
65. Physalis pringlei Greenm.
66. Physalis pruinosa L.
67. Physalis pubescens L.
68. Physalis pumila Nutt.
69. Physalis purpurea Wiggins
70. Physalis quillabambensis D. Medina
71. Physalis rydbergii Fernald
72. Physalis sancti-josephi Dunal
73. Physalis solanacea (Schltdl.) Axelius
74. Physalis sordida Fernald
75. Physalis stapelioides (Decne. ex Regel) Bitter
76. Physalis subilsiana J. M. Toledo
77. Physalis subrepens Waterf.
78. Physalis sulphurea (Fernald) Waterf.
79. Physalis tamayoi O. Vargas, M. Martínez & Dávila
80. Physalis tehuacanensis Waterf.
81. Physalis turbinatoides Waterf.
82. Physalis vestita Waterf.
83. Physalis victoriana J. M. Toledo
84. Physalis virginiana Mill.
85. Physalis viscosa L.
86. Physalis volubilis Waterf.
87. Physalis walteri Nutt.
88. Physalis ×elliottii Kunze